# San Juan de la Virgen
San Juan de la Virgen es un pueblo peruano, capital del distrito homónimo, perteneciente a la provincia y el departamento de Tumbes, al norte del Perú. 

## Ubicación
San Juan de la Virgen se ubica al norte de la provincia de Tumbes, en el distrito de San Juan de la Virgen, en el departamento de Tumbes.

## Demografía
En 2017 San Juan de la Virgen tenía una población de 1559 habitantes.
| Gráfica de evolución demográfica de San Juan de la Virgen entre 1993 y 2017 |
|                                                                             |
| Fuentes: Población 1993 y 2017                                              |